# Giro di Danimarca 2010
Il Giro di Danimarca 2010, ventesima edizione della corsa, si svolse dal 4 all'8 agosto 2010 su un percorso di 834 km ripartiti in 6 tappe, con partenza da Holstebro e arrivo a Rudersdal. Fu vinto dal danese Jakob Fuglsang del Team Saxo Bank davanti al canadese Svein Tuft e allo statunitense Matthew Busche.

## Tappe
| Tappa  | Data     | Percorso                                    | km   | Vincitore di tappa  | Leader cl. generale |
| ------ | -------- | ------------------------------------------- | ---- | ------------------- | ------------------- |
| 1ª     | 4 agosto | Holstebro > Holstebro                       | 175  | Matthew Harley Goss | Matthew Harley Goss |
| 2ª     | 5 agosto | Vildbjerg > Randers                         | 170  | Michael Van Staeyen | Michael Van Staeyen |
| 3ª     | 6 agosto | Hadsten > Vejle                             | 185  | Matti Breschel      | Matti Breschel      |
| 4ª     | 7 agosto | Nyborg > Odense                             | 100  | Mark Renshaw        | Matti Breschel      |
| 5ª     | 7 agosto | Middelfart > Middelfart (cron. individuale) | 19,4 | Svein Tuft          | Jakob Fuglsang      |
| 6ª     | 8 agosto | Høng > Rudersdal                            | 185  | Hayden Roulston     | Jakob Fuglsang      |
| Totale | Totale   | Totale                                      | 834  |                     |                     |

## Dettagli delle tappe

### 1ª tappa
- 4 agosto: Holstebro > Holstebro – 175 km

| Pos. | Corridore           | Squadra      | Tempo    |
| ---- | ------------------- | ------------ | -------- |
| 1    | Matthew Harley Goss | HTC-Columbia | 4h04'21" |
| 2    | Michael Van Staeyen | Vlaanderen   | s.t.     |
| 3    | Mark Renshaw        | HTC-Columbia | s.t.     |

| Pos. | Corridore           | Squadra      | Tempo    |
| ---- | ------------------- | ------------ | -------- |
| 1    | Matthew Harley Goss | HTC-Columbia | 4h04'11" |
| 2    | Michael Van Staeyen | Vlaanderen   | a 4"     |
| 3    | Mark Renshaw        | HTC-Columbia | a 6"     |

### 2ª tappa
- 5 agosto: Vildbjerg > Randers – 170 km

| Pos. | Corridore           | Squadra      | Tempo    |
| ---- | ------------------- | ------------ | -------- |
| 1    | Michael Van Staeyen | Vlaanderen   | 3h59'08" |
| 2    | Matti Breschel      | Saxo Bank    | s.t.     |
| 3    | Bert De Backer      | Skil-Shimano | s.t.     |

| Pos. | Corridore           | Squadra      | Tempo    |
| ---- | ------------------- | ------------ | -------- |
| 1    | Michael Van Staeyen | Vlaanderen   | 8h03'13" |
| 2    | Matthew Harley Goss | HTC-Columbia | a 5"     |
| 3    | Matti Breschel      | Saxo Bank    | a 10"    |

### 3ª tappa
- 6 agosto: Hadsten > Vejle – 185 km

| Pos. | Corridore        | Squadra     | Tempo    |
| ---- | ---------------- | ----------- | -------- |
| 1    | Matti Breschel   | Saxo Bank   | 4h26'12" |
| 2    | Jakob Fuglsang   | Saxo Bank   | s.t.     |
| 3    | Joost van Leijen | Vacansoleil | a 17"    |

| Pos. | Corridore        | Squadra     | Tempo     |
| ---- | ---------------- | ----------- | --------- |
| 1    | Matti Breschel   | Saxo Bank   | 12h29'25" |
| 2    | Jakob Fuglsang   | Saxo Bank   | a 10"     |
| 3    | Joost van Leijen | Vacansoleil | a 29"     |

### 4ª tappa
- 7 agosto: Nyborg > Odense – 100 km

| Pos. | Corridore           | Squadra      | Tempo    |
| ---- | ------------------- | ------------ | -------- |
| 1    | Mark Renshaw        | HTC-Columbia | 2h07'18" |
| 2    | Matthew Harley Goss | HTC-Columbia | s.t.     |
| 3    | Theo Bos            | Cervélo      | s.t.     |

| Pos. | Corridore        | Squadra     | Tempo     |
| ---- | ---------------- | ----------- | --------- |
| 1    | Matti Breschel   | Saxo Bank   | 14h36'45" |
| 2    | Jakob Fuglsang   | Saxo Bank   | a 10"     |
| 3    | Joost van Leijen | Vacansoleil | a 29"     |

### 5ª tappa
- 7 agosto: Middelfart > Middelfart (cron. individuale) – 19,4 km

| Pos. | Corridore      | Squadra   | Tempo  |
| ---- | -------------- | --------- | ------ |
| 1    | Svein Tuft     | Garmin    | 23'20" |
| 2    | Richie Porte   | Saxo Bank | s.t.   |
| 3    | Jakob Fuglsang | Saxo Bank | a 4"   |

| Pos. | Corridore      | Squadra    | Tempo     |
| ---- | -------------- | ---------- | --------- |
| 1    | Jakob Fuglsang | Saxo Bank  | 15h00'19" |
| 2    | Svein Tuft     | Garmin     | a 27"     |
| 3    | Matthew Busche | RadioShack | a 1'35"   |

### 6ª tappa
- 8 agosto: Høng > Rudersdal – 185 km

| Pos. | Corridore       | Squadra      | Tempo    |
| ---- | --------------- | ------------ | -------- |
| 1    | Hayden Roulston | HTC-Columbia | 4h03'17" |
| 2    | Matti Breschel  | Saxo Bank    | a 2"     |
| 3    | Manuel Belletti | Colnago      | s.t.     |

| Pos. | Corridore      | Squadra    | Tempo     |
| ---- | -------------- | ---------- | --------- |
| 1    | Jakob Fuglsang | Saxo Bank  | 19h03'38" |
| 2    | Svein Tuft     | Garmin     | a 27"     |
| 3    | Matthew Busche | RadioShack | a 1'35"   |

## Classifiche finali

### Classifica generale
| Pos. | Corridore         | Squadra                      | Tempo     |
| ---- | ----------------- | ---------------------------- | --------- |
| 1    | Jakob Fuglsang    | Team Saxo Bank               | 19h03'38" |
| 2    | Svein Tuft        | Garmin-Transitions           | a 27"     |
| 3    | Matthew Busche    | Team RadioShack              | a 1'35"   |
| 4    | Martin Mortensen  | Vacansoleil Pro Cycling Team | a 1'38"   |
| 5    | Matti Breschel    | Team Saxo Bank               | a 1'39"   |
| 6    | Rasmus Guldhammer | Team HTC-Columbia            | a 1'45"   |
| 7    | Sergey Firsanov   | Team Designa Køkken          | s.t.      |
| 8    | Lars Bak          | Team HTC-Columbia            | a 1'48"   |
| 9    | Maxim Belkov      | ISD-Neri                     | a 1'51"   |
| 10   | Joost van Leijen  | Vacansoleil Pro Cycling Team | a 1'59"   |